# Вільясіла-де-Вальдавія
Вільясіла-де-Вальдавія (ісп. Villasila de Valdavia) — муніципалітет в Іспанії, у складі автономної спільноти Кастилія-і-Леон, у провінції Паленсія. Населення — 70 осіб (2010).
Муніципалітет розташований на відстані близько 250 км на північ від Мадрида, 55 км на північ від Паленсії.
На території муніципалітету розташовані такі населені пункти: (дані про населення за 2010 рік)
- Вільямелендро: 16 осіб
- Вільясіла-де-Вальдавія: 54 особи

## Демографія
Динаміка населення (INE ):

## Галерея зображень

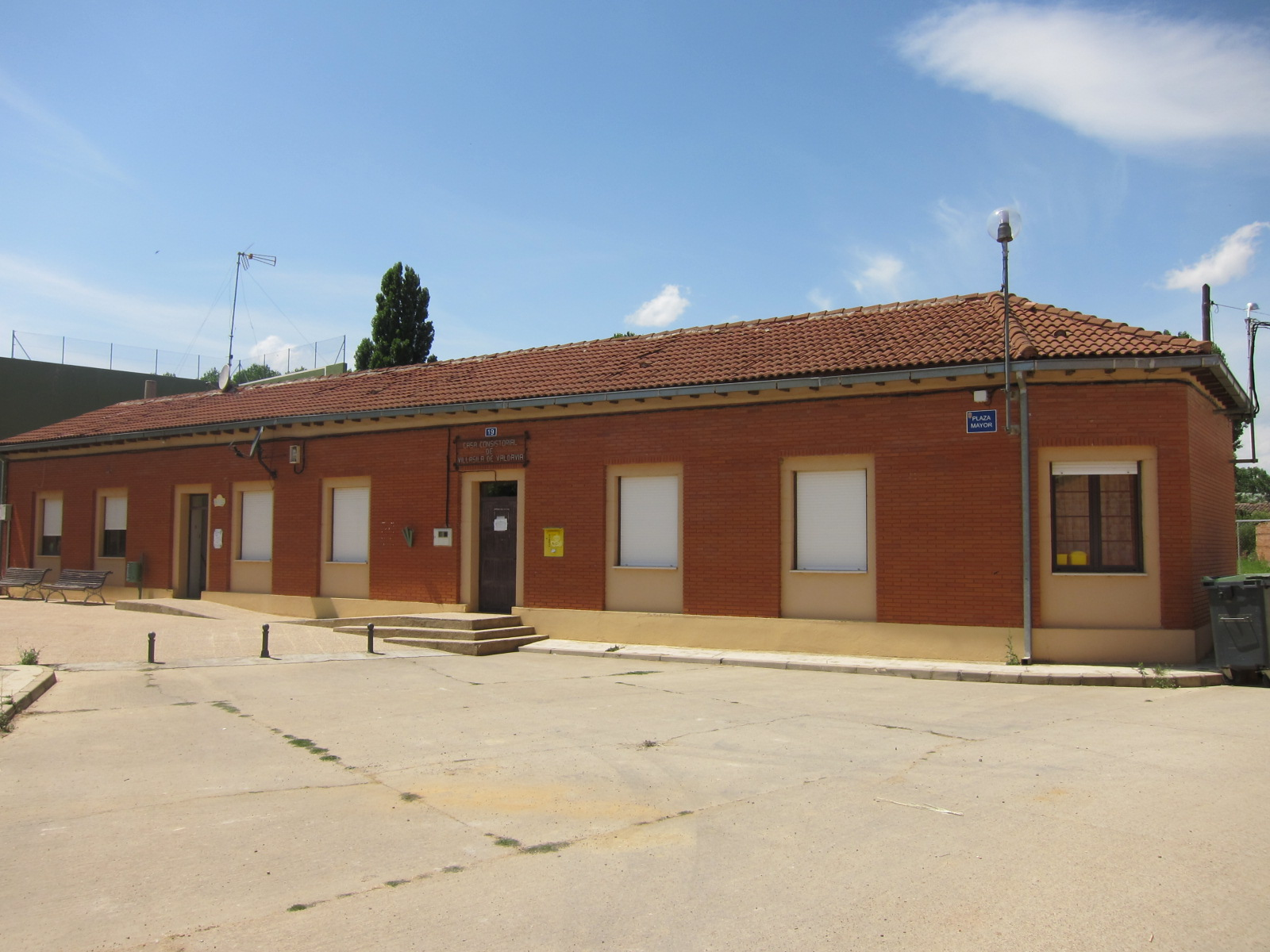
Муніципальна рада